# Линфано (Тренто)
Линфано је насеље у Италији у округу Тренто, региону Трентино-Јужни Тирол.
Према процени из 2011. у насељу је живело 104 становника. Насеље се налази на надморској висини од 65 м.